# Osinowo (Tatarstan)
Osinowo (ros. Осиново) – wieś (sieło) w Rosji, w Tatarstanie, w rejonie zielenodolskim. W 2010 liczyła 8725 mieszkańców.